# سا إسي
بالنسبة للسلالة التاسعة عشرة ، يجب التمييز بين المسؤولون سا إسي الأكبر و سا إسي الأصغر .

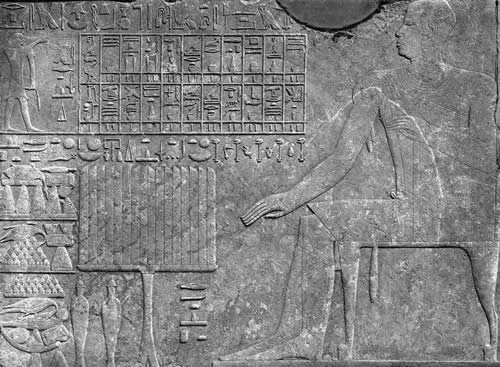
بقايا من مصطبة سا إسي

سا إسي أو ساإيزيس كان وزيرًا وأمينًا للخزانة في الأسرة الثانية عشرة في مصر. على الأرجح في عهد أمنمحات الثاني (حوالي 1929 إلى 1895 قبل الميلاد).
المعلومات عن سا إسي مستمدة في المقام الأول من المصطبة الخاصة به، والتي تم التنقيب عنها من قبل جاك دي مورغان حوالي 1894/5 في دهشور وتم اكتشافها في عام 2008 من قبل فريق مصري. تم تزيين المصطبة بواجهة قصر ومشاهد تظهر سا إسي وعائلته. قام دي مورجان بحفر أربع لوحات عليها صورة سا إسي أمام طاولة عرض وهي الآن معروضة في متحف القاهرة المصري. غرفة المقبرة مزخرفة بنصوص الأهرام. في الغرفة ، حصل على لقب «أمين الخزانة».
بدأ سا إسي كحارس ، ثم تم تعيينه كبير الخدم الملكيين، وأصبح لاحقًا أمينًا للخزانة. في نهاية حياته المهنية تم تعيينه وزيرًا.

## روابط خارجية
- قبر Sa-Iset في داشور